# 氯丁二烯
氯丁二烯，即2-氯-1,3-丁二烯，化学式为CH2=CCl-CH=CH2。它在室温下是无色液体，主要用作生产氯丁橡胶的单体。
氯丁二烯的工业生产以丁二烯为原料，涉及三步：
1. 氯化，氯气与丁二烯发生加成反应,生成3,4-二氯-1-丁烯和2,3-二氯-2-丁烯的混合物；
2. 异构化，2,3-二氯-2-丁烯转化为3,4-二氯-1-丁烯；
3. 脱卤化氢，用碱处理生成2-氯-1,3-丁二烯。

1983年用此法制得的氯丁二烯大约为两百万吨，杂质主要是1-氯-1,3-丁二烯，可通过蒸馏除去。
1960年以前的制取方法以乙炔为原料。先由乙炔二聚得到乙烯基乙炔，与氯化氢加成得到4-氯-1,2-丁二烯，在氯化亚铜存在下重排，生成氯丁二烯。
该法能源的消耗量较大，投资费用较高，并且中间体乙烯基乙炔也是不稳定的。